# Szewno
Szewno – (niem. Schewno, od 1907 Mendenau) wieś w Polsce położona w województwie kujawsko-pomorskim, w powiecie świeckim, w gminie Świekatowo.
W latach 1975–1998 miejscowość administracyjnie należała do województwa bydgoskiego.

## Historia
Szewno w XIV i XV w. było wsią rycerską należącą do komturstwa świeckiego, a w XVI w. dobra królewskie należące do dekanatu świeckiego. Pierwszym właścicielem tej wsi był Missilmir von der Schebe. W 1844 Szewno zakupił Johann Christian Schumacher, w 1846 roku właścicielem został Wilhelm Liedtke. W 1852 Szewno zostalo własnością Friedricha Alexisa (Alexandra) Treumanna. Po jego śmierci w 1881, majątek nabyła Marie Henriette Emilie Schwarzenberger. W 1883 właścicielem był August Schwarzenberger. W 1889 roku majątek kupił na licytacji przymusowej kupiec z Bydgoszczy Julius Krojanker. Julius Krojanker wraz ze swoim bratem Simonem rok pózniej zamiaszani byli w oszustwa finansowe. Poszukiwani listem gończym zbiegli do USA, gdzie zostali schwytani i wydaleni do Niemiec. W 1890 majątek nabył kupiec Georg Garmatter z Berlina, który wraz z Szewnem kupił również pobliskie Tuszyny. W 1903 roku majątek kupił Oskar Mende, dzierżawca majątku Łaszewo, wujek niemieckiego zoologa Bernharda Grzimka. W 1907 roku wieś przyjęła nazwę Mendenau i dla niego powstało założenie pałacowo-parkowe. Oskar Mende zmarł w 1938 roku i został pochowany na cmentarzu parafialnym w Świekatowie. W tym samym roku majątek podległ przymusowej parcelacji. Kolejnym właścicielem został jego syn Lucjan Mende, zastrzelony przez radzieckich żołnierzy w 1945 roku. W dworze utworzono szpital dla żołnierzy radzieckich. Drugiemu synowi Oskara Mende, Ulrichowi oraz wdowie Emilie odebrano młyn motorowy w 1948 roku. Majątek przeszedł na własnośscć Skarbu Państwa Polskiego i utworzono tu PGR.
W majątku istniała gorzelnia, młyn motorowy, fabryka skrobi ziemniaczanej oraz suszarnia ziemniaków. Majątek posiadał swoje własne pieniądze zastępcze tzw. żetony dominalne (niem. Scheffel). Do majątku należał folwark Wyrębki (niem. Wirembken) nieopodal Świekatowa. Zabudowania folwarku już nie istnieją.

## Zabytki
Według rejestru zabytków NID na listę zabytków wpisany jest zespół dworski z początku XX wieku, nr rej. zabytków: A/202/1-7 z 16.03.1987, składający się z dworu (dec. pałac, 1907), parku, młyna, gorzelni (1903), obory, stodoły oraz chlewu.

## Ciekawostki
Nieopodal znajdował się majątek Szewienek. W 1756 roku folwarki Szewienek i Reta (Antoninowo, niem. Antoninsdorf) zostały sprzedane pózniejszemu generałowi wojsk koronnych Antoniemu Czapskiemu. W 1882 roku, dobra należące do majątku Bukowiec kupił na przymusowej licytacji hrabia Leon Skórzewski z Lubostronia. W 1887 roku rentierem był Niemiec Eduard Klawitter. W 1892 roku "majątek mniejszy" Schewienko zakupiła od hrabiego Skórzewskiego, Pruska Komisja Kolonizacyjna.  W marcu 1910 roku majątek zakupił Kurt Max Georg Taube z Poznania. Pod koniec roku zmieniono nazwę majątku z Schewienko na Schewingen. W 1912 roku w majątku planowano wybudować płatkarnię ziemniaków. Właścicielem był wówczas Ernst Busch oraz jego żona Erika. We wrześniu 1939 roku został on internowany i brał udział w Marszu śmierci na Łowicz. Zmarł w 1945 roku. 3 września 1939 roku w majątku stacjonował 35 Pułk Piechoty. W okolicy doszło do potyczek z wojskiem niemieckim, stanowiących część tzw. boju pod Świekatowem. 
Majątek posiadał swoje własne pieniądze zastępcze tzw. żetony dominalne (niem. Scheffel).

## Galeria

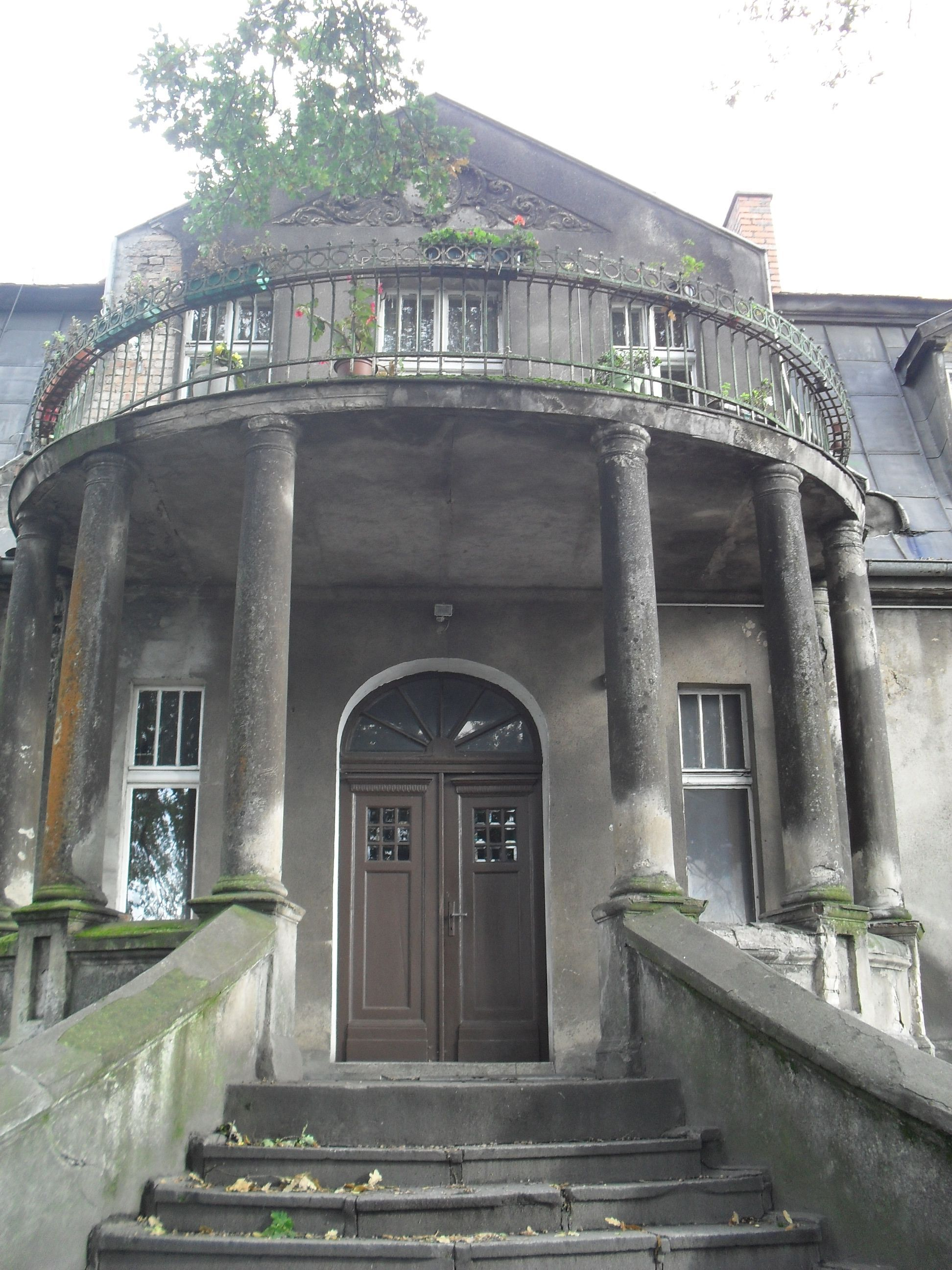
Wejście do dworu
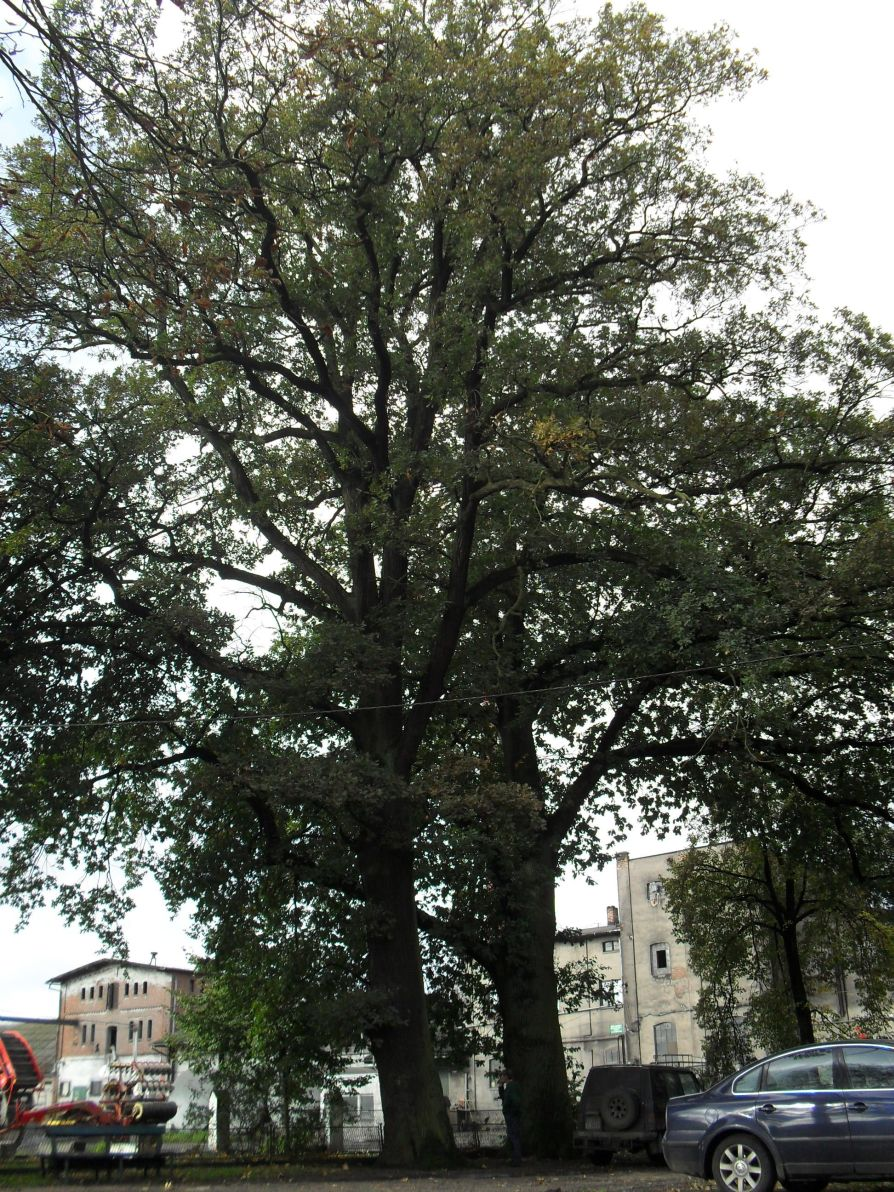
Dęby przed dworem
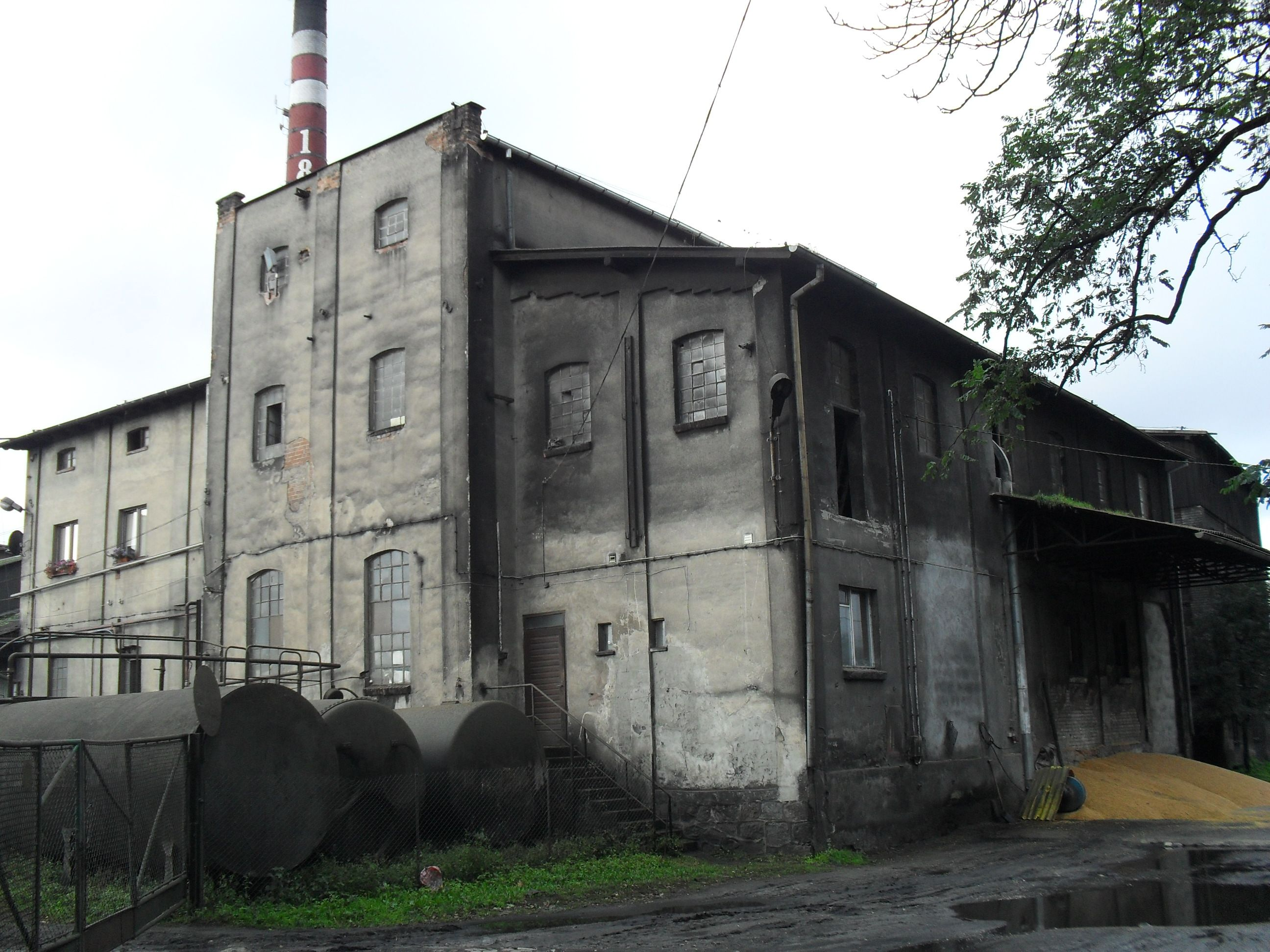
Młyn
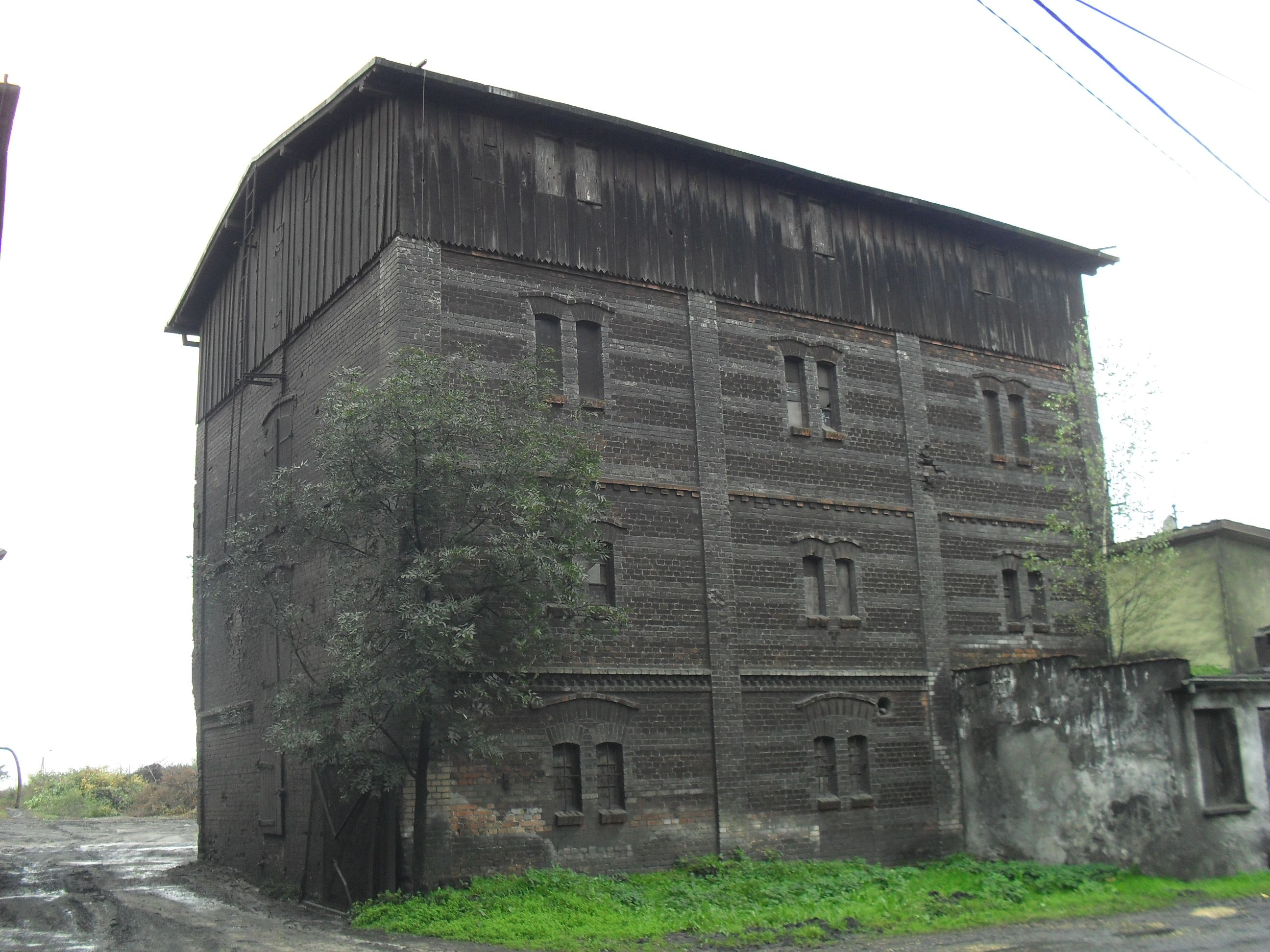
Spichlerz